# 弗勒里莱索布赖
弗勒里莱索布赖（法語：Fleury-les-Aubrais，法語發音：[fløʁi le.z‿obʁɛ]），法国中北部城市，中央-卢瓦尔河谷大区卢瓦雷省的一个市镇，隶属于奥尔良区，其市镇面积为10.12平方公里，2022年1月1日时人口数量为21,664人，在法国城市中排名第441位。
弗勒里莱索布赖位于卢瓦雷省西部，省会奥尔良市区北侧，是奥尔良都会区的组成部分，也是奥尔良的一个近郊卫星城，通过有轨电车及多条公交线路连接奥尔良市区。弗勒里莱索布赖因其境内的莱索布赖火车站而闻名，该站是法国中部的重要铁路枢纽，由图卢兹和波尔多两个方向前往巴黎的普通列车在此汇合。

## 地名来源
“Fleury”一名最初于公元9世纪时以拉丁语“Floriacum”的形式被记载，该名称的来源尚存在争议，其含义可能为“花丛”，可能与当地的自然景观有关；亦可能直接出自人名“Florius”。法国大革命后，Fleury曾为当地的官方名称。1907年，当地更名为“Fleury-aux-Choux”；1908年，当地又更名为“Fleury-les-Aubrais”并沿用至今。

## 历史

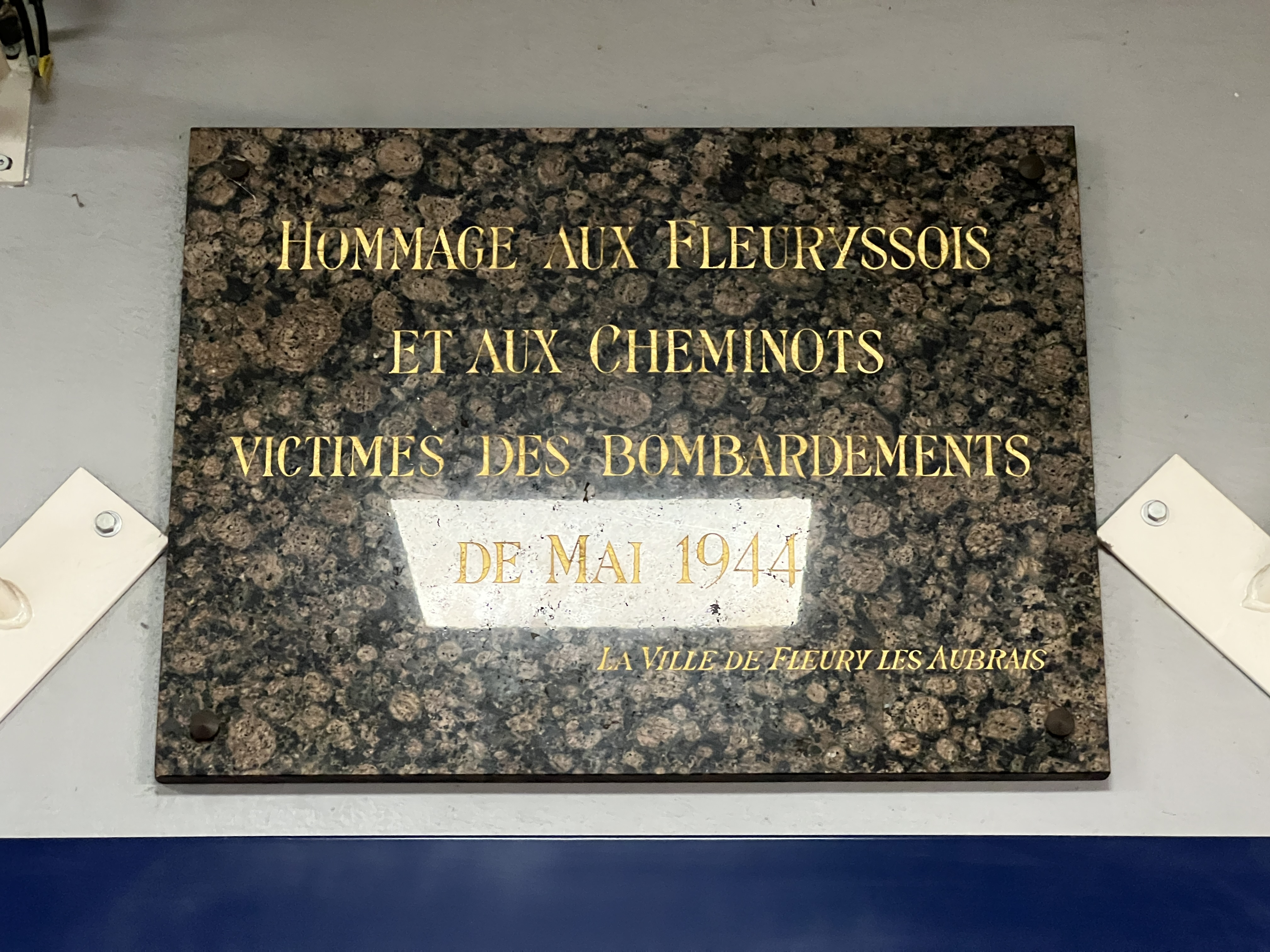
二战大轰炸纪念题词

弗勒里莱索布赖的早期历史尚有待考证，其所在区域历史上长期为卡洛林王朝及卡佩王朝的皇室领土。中世纪中期，弗勒里修道院的几名道士在弗勒里莱索布赖创建了小教堂，其附近逐渐形成聚落。法国大革命后，弗勒里成为卢瓦雷省的一个市镇，直至19世纪中期，当地尚为一个仅千余人口的农业集镇。1853年，弗勒里境内建成了莱索布赖火车站，连接该站的莱索布赖－蒙托邦铁路、莱索布赖－马勒塞布铁路和莱索布赖－蒙塔日铁路相继建成通车，弗勒里成为法国中北部重要的铁路交通枢纽。负责管理该站的巴黎-奥尔良铁路公司于1858年购买了车站附近莱索布赖街区的大片土地以兴建车库和调车场等设施。第二次世界大战期间，莱索布赖火车站曾被纳粹德军控制，在1944年5月的盟军行动中，弗勒里莱索布赖火车站及城市遭到毁灭性的轰炸。1951年，弗勒里莱索布赖境内修建了国家公墓。20世纪50年代末，弗勒里莱索布赖被规划为奥尔良近郊居民区，其境内兴建了多处高层居民公寓，当地常住居民数量快速增加。2000年11月，途径弗勒里莱索布赖的奥尔良有轨电车A线建成运营。

## 地理

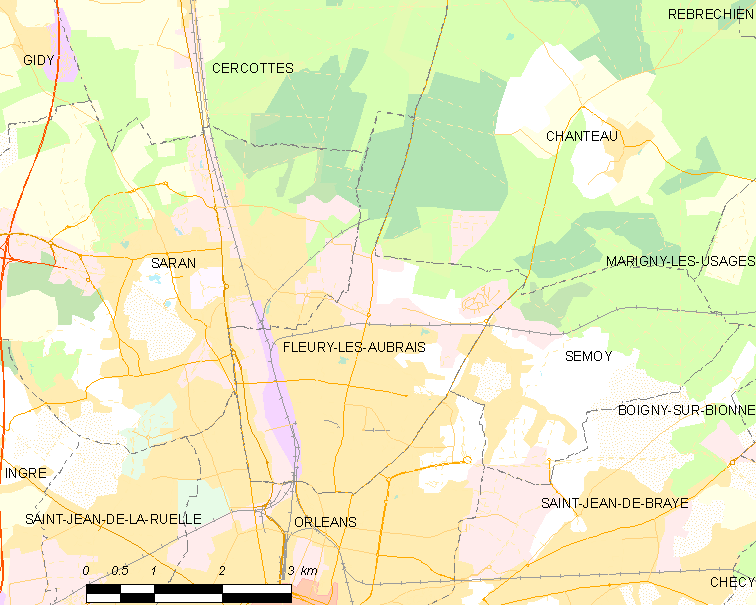
弗勒里莱索布赖市镇范围地图

弗勒里莱索布赖位于法国中北部，中央-卢瓦尔河谷大区东北部和卢瓦雷省西部，距离省会奥尔良大约5公里。与弗勒里莱索布赖接壤的市镇包括：萨朗、塞尔科特、尚托、奥尔良和瑟穆瓦。

### 地形
弗勒里莱索布赖位于博斯平原东部，境内以平原为主，市镇中心地势较为平坦，全境海拔在109到133米之间。

### 水文
弗勒里莱索布赖位于卢瓦尔河流域范围内，其市镇范围内无天然大型地表径流，镇中心有“天使围湖”（Plan d'eau du Clos de l'Ange），后者由人工兴建，其附近被开辟为街区休闲公园。

### 植被
弗勒里莱索布赖属于温带阔叶混交林区，市区内的主要绿地公园包括朗巴勒公园（Parc de Lamballe）、莱尔米塔日公园（Parc de l'Hermitage）等，均常年免费向公众开放。
在鲜花城市的评比中，弗勒里莱索布赖被评为4星级（最高级）鲜花城市。

### 气候
弗勒里莱索布赖在柯本气候分类法中属于温带海洋性气候。
距离弗勒里莱索布赖最近的常年气象站为奥尔良-布里西气象站，以下为该气象站的详细数据：
| 奥尔良-布里西 1981年－2019年 | 奥尔良-布里西 1981年－2019年 | 奥尔良-布里西 1981年－2019年 | 奥尔良-布里西 1981年－2019年 | 奥尔良-布里西 1981年－2019年 | 奥尔良-布里西 1981年－2019年 | 奥尔良-布里西 1981年－2019年 | 奥尔良-布里西 1981年－2019年 | 奥尔良-布里西 1981年－2019年 | 奥尔良-布里西 1981年－2019年 | 奥尔良-布里西 1981年－2019年 | 奥尔良-布里西 1981年－2019年 | 奥尔良-布里西 1981年－2019年 | 奥尔良-布里西 1981年－2019年 |
| 月份                         | 1月                          | 2月                          | 3月                          | 4月                          | 5月                          | 6月                          | 7月                          | 8月                          | 9月                          | 10月                         | 11月                         | 12月                         | 全年                         |
| ---------------------------- | ---------------------------- | ---------------------------- | ---------------------------- | ---------------------------- | ---------------------------- | ---------------------------- | ---------------------------- | ---------------------------- | ---------------------------- | ---------------------------- | ---------------------------- | ---------------------------- | ---------------------------- |
| 历史最高温 °C（°F）          | 16.6 (61.9)                  | 21.9 (71.4)                  | 26.5 (79.7)                  | 29.8 (85.6)                  | 32.7 (90.9)                  | 36.9 (98.4)                  | 41.3 (106.3)                 | 39.9 (103.8)                 | 33.8 (92.8)                  | 30.1 (86.2)                  | 21.8 (71.2)                  | 18.6 (65.5)                  | 41.3 (106.3)                 |
| 平均高温 °C（°F）            | 6.7 (44.1)                   | 7.9 (46.2)                   | 12.1 (53.8)                  | 15.2 (59.4)                  | 19.1 (66.4)                  | 22.6 (72.7)                  | 25.4 (77.7)                  | 25.2 (77.4)                  | 21.3 (70.3)                  | 16.4 (61.5)                  | 10.4 (50.7)                  | 7 (45)                       | 15.8 (60.4)                  |
| 日均气温 °C（°F）            | 3.9 (39.0)                   | 4.4 (39.9)                   | 7.5 (45.5)                   | 10 (50)                      | 13.9 (57.0)                  | 17 (63)                      | 19.4 (66.9)                  | 19.2 (66.6)                  | 15.9 (60.6)                  | 12.1 (53.8)                  | 7.2 (45.0)                   | 4.3 (39.7)                   | 11.2 (52.2)                  |
| 平均低温 °C（°F）            | 1.1 (34.0)                   | 0.9 (33.6)                   | 3 (37)                       | 4.8 (40.6)                   | 8.6 (47.5)                   | 11.5 (52.7)                  | 13.3 (55.9)                  | 13.2 (55.8)                  | 10.5 (50.9)                  | 7.9 (46.2)                   | 4 (39)                       | 1.7 (35.1)                   | 6.7 (44.1)                   |
| 历史最低温 °C（°F）          | −19.8 (−3.6)                 | −16.4 (2.5)                  | −12.9 (8.8)                  | −4.5 (23.9)                  | −3 (27)                      | 0.8 (33.4)                   | 3.7 (38.7)                   | 4.2 (39.6)                   | −0.8 (30.6)                  | −4.5 (23.9)                  | −15.3 (4.5)                  | −16.5 (2.3)                  | −19.8 (−3.6)                 |
| 平均降水量 mm（）            | 52.3 (2.06)                  | 44.4 (1.75)                  | 46.4 (1.83)                  | 49.4 (1.94)                  | 64.2 (2.53)                  | 44.8 (1.76)                  | 59.9 (2.36)                  | 50 (2.0)                     | 50.5 (1.99)                  | 64.4 (2.54)                  | 58 (2.3)                     | 58.2 (2.29)                  | 642.5 (25.30)                |
| 月均日照時數                 | 66.4                         | 87.3                         | 140.5                        | 176.2                        | 207                          | 216.6                        | 221.3                        | 224.6                        | 179.2                        | 121.1                        | 70.6                         | 56.6                         | 1,767.4                      |
| 来源：infoclimat.fr          |                              |                              |                              |                              |                              |                              |                              |                              |                              |                              |                              |                              |                              |

## 行政区划

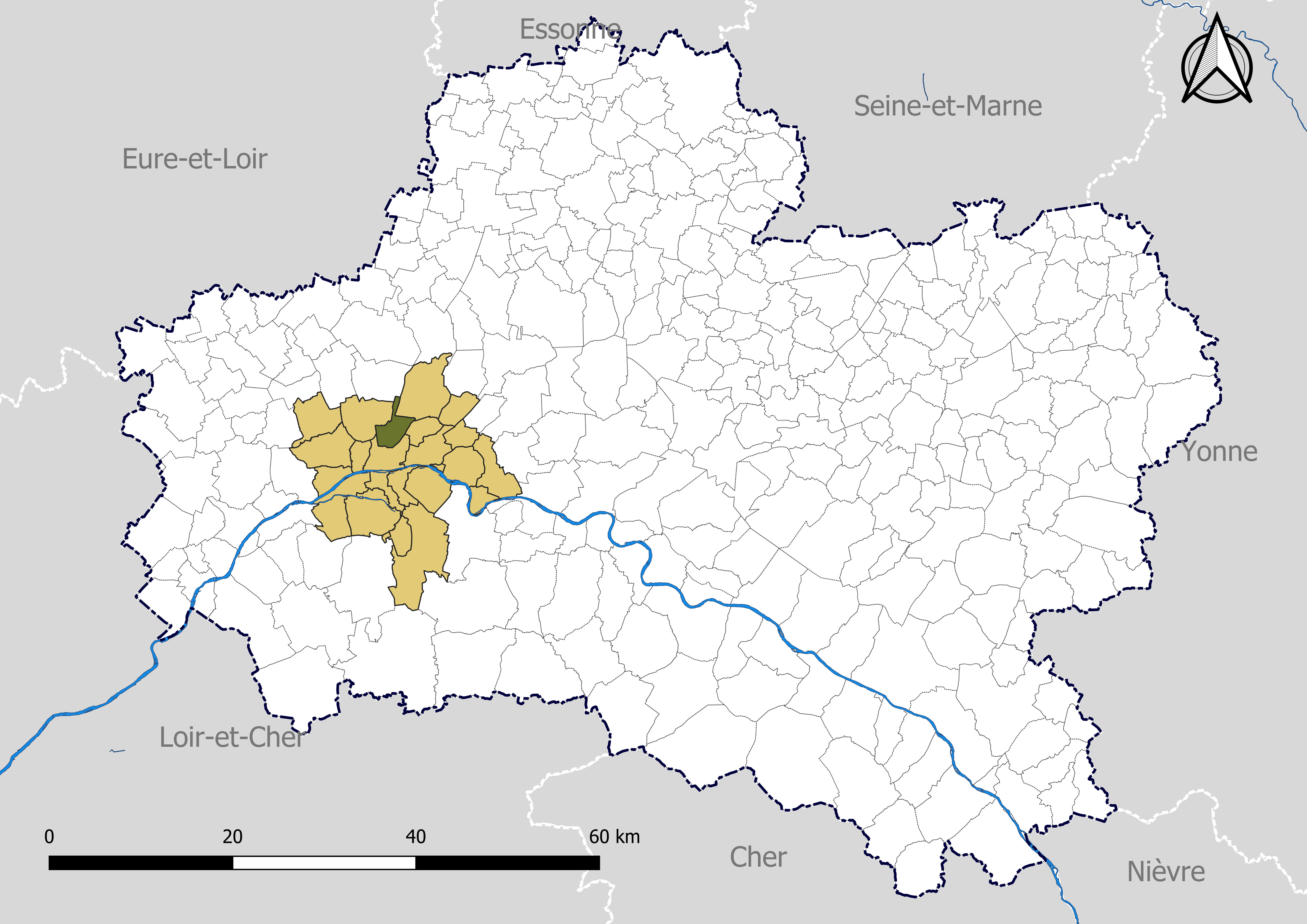
弗勒里莱索布赖在卢瓦雷省及奥尔良都会区内的位置

弗勒里莱索布赖的市镇编号为45147，邮政编号为45400。
在行政管理方面，弗勒里莱索布赖隶属于法国中央-卢瓦尔河谷大区卢瓦雷省奥尔良区；在地方选举方面，弗勒里莱索布赖是弗勒里莱索布赖县的中央投票站所在地，其市镇范围全境被划入卢瓦雷省第五选区；在社会管理方面，弗勒里莱索布赖是奥尔良都会区的组成部分。
弗勒里莱索布赖的“昂德里永-城桓榆树”（Andrillons Ormes Du mail）、“大堂围”（Le Clos De La Grande Salle）和“利涅罗勒”（Lignerolles）三个街区为城市政策优先街区。
法国国家统计与经济研究所（简称）在进行数据统计时，将弗勒里莱索布赖及相邻的另外18个市镇设为奥尔良城市核心区，并将包括核心区在内的周边共134个市镇划为奥尔良城市区。自2020年起，奥尔良城市区被包含136个市镇的奥尔良城市辐射区代替。此外，还将弗勒里莱索布赖市镇分为了9个“块区”（IRIS），以便于统计人口分布情况。

## 交通

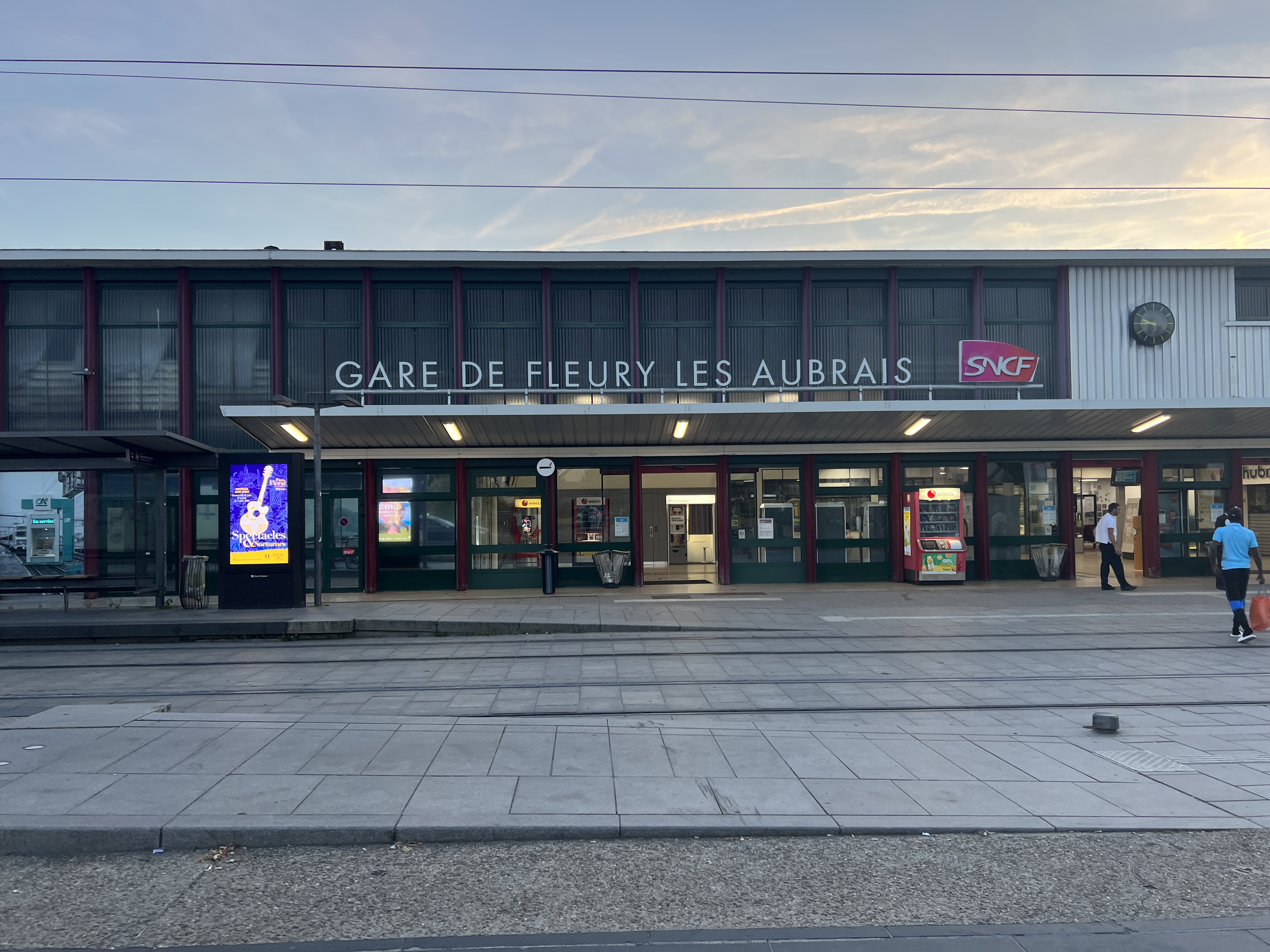
莱索布赖站主站房

### 公路
奥尔良环城公路北段和多条卢瓦雷省省道在弗勒里莱索布赖境内交汇。中央-卢瓦尔河谷大区下属的城际客运提供巴士线路，可前往周边部分市镇。
| 14 | 6 |

| 奥尔良 | 4 |

| 萨朗 | 5 |

| 阿尔特奈 | 19 |

2019年，75.2%的弗勒里莱索布赖家庭拥有至少一辆私人汽车。2019年，弗勒里莱索布赖境内共发生各类交通事故35起，造成43人受伤，其中4人重伤。

### 铁路
弗勒里莱索布赖位于巴黎－波尔多铁路、莱索布赖－蒙托邦铁路和多条支线铁路的交汇点。莱索布赖站位于市区西部，该站停靠巴黎—图卢兹一线的城际列车，以及往返于巴黎和奥尔良、图尔、布尔日之间的区域列车。

### 航空
距离弗勒里莱索布赖最近的民用航空站为巴黎-奥利机场，距离弗勒里莱索布赖市中心的公路里程约112公里。

### 城市公共交通
弗勒里莱索布赖是奥尔良城市公共交通（商业名称为）的服务范围，后者是奥尔良都会区的城市公共交通系统。截至2023年2月，该系统共包括2条有轨电车线路和数十条公交线路，其中有轨电车A线和公交4路、6路、11路、12路、21路、44路、55路、62路经过弗勒里莱索布赖市区。

## 政治

### 市政内阁

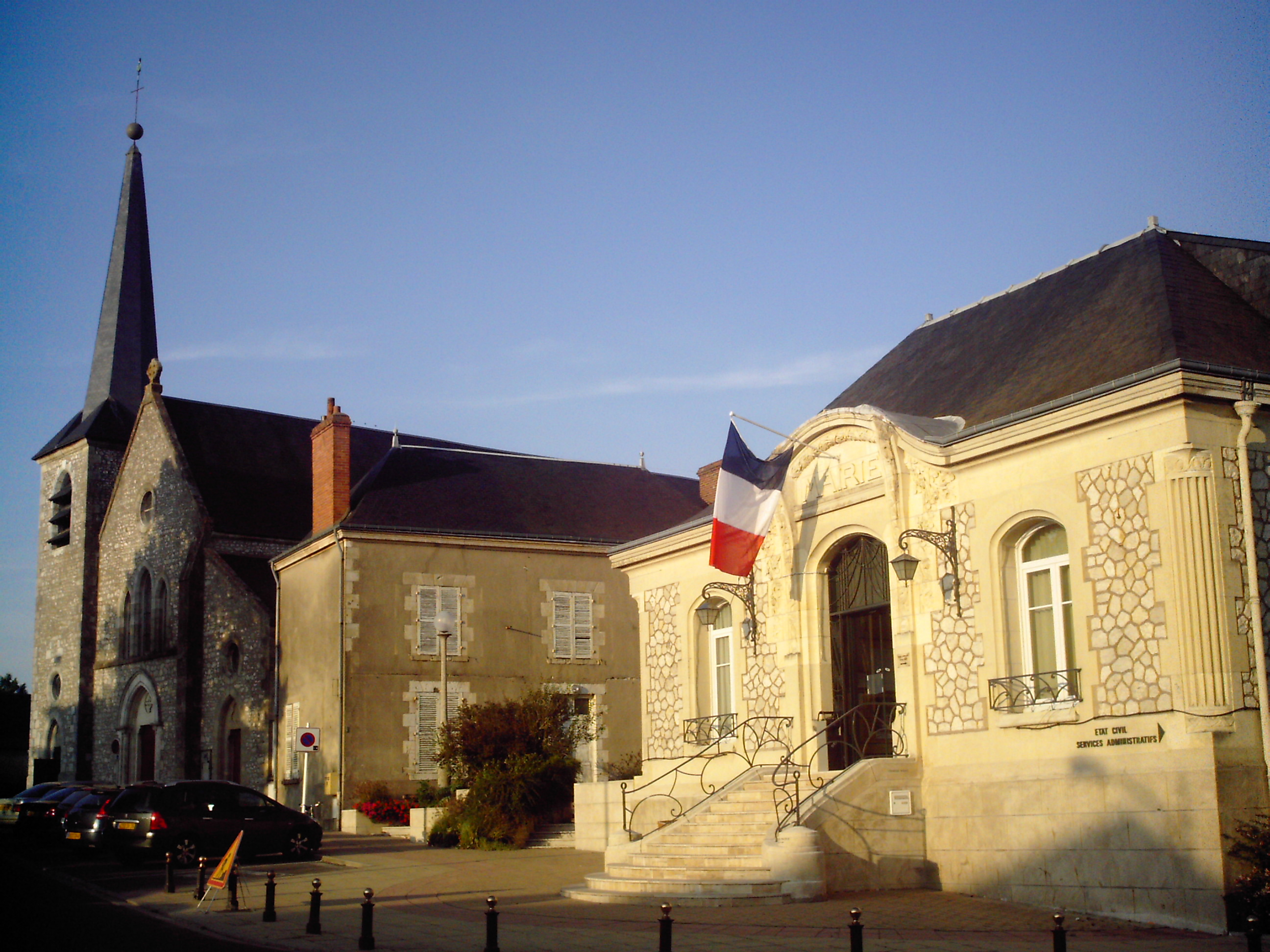
弗勒里莱索布赖市政厅

弗勒里莱索布赖的现任市长为卡萝尔·卡内特女士（Carole CANETTE），她是左翼联盟的一名成员，在2020年的市政选举中获得了46.51%的支持率。
| 弗勒里莱索布赖历届市长 | 弗勒里莱索布赖历届市长               | 弗勒里莱索布赖历届市长                 |
| 任期                   | 市长                                 | 党派                                   |
| ---------------------- | ------------------------------------ | -------------------------------------- |
| 1944年－1953年         | René FERRAGU 勒内·费拉居             | 不详                                   |
| 1953年－1971年         | Louis LABONNE 路易·拉博纳            | 不详                                   |
| 1971年－1995年         | André CHÈNE 安德烈·谢纳              | PCF法国共产党                          |
| 1995年－2014年         | Pierre BAUCHET 皮埃尔·博谢           | UDF法国民主联盟 →MoDem民主运动 →無黨籍 |
| 2014年－2020年         | Marie-Agnès LINGUET 玛丽-阿涅丝·兰盖 | UDI民主人士和独立人士联盟              |
| 2020年－               | Carole CANETTE 卡萝尔·卡内特         | PS社会党 →UG左翼联盟                   |

### 各级选举
| 弗勒里莱索布赖历届投票选举结果 | 弗勒里莱索布赖历届投票选举结果 | 弗勒里莱索布赖历届投票选举结果 | 弗勒里莱索布赖历届投票选举结果 | 弗勒里莱索布赖历届投票选举结果   | 弗勒里莱索布赖历届投票选举结果 | 弗勒里莱索布赖历届投票选举结果 | 弗勒里莱索布赖历届投票选举结果   | 弗勒里莱索布赖历届投票选举结果 | 弗勒里莱索布赖历届投票选举结果 |
| 选举项目                       | 选举范围                       | 选区单位                       | 选区单位内的选举结果           | 选区单位内的选举结果             | 选区单位内的选举结果           | 选区单位内的选举结果           | 选区单位内的选举结果             | 选区单位内的选举结果           | 参考资料                       |
| 选举项目                       | 选举范围                       | 选区单位                       | 第一轮胜出者                   | 第一轮胜出者                     | 支持率                         | 第二轮胜出者                   | 第二轮胜出者                     | 支持率                         | 参考资料                       |
| ------------------------------ | ------------------------------ | ------------------------------ | ------------------------------ | -------------------------------- | ------------------------------ | ------------------------------ | -------------------------------- | ------------------------------ | ------------------------------ |
| 2017年法國總統選舉             | 法國                           | 市镇                           |                                | 埃马纽埃尔·马克龙                | 27.13%                         |                                | 埃马纽埃尔·马克龙                | 70.62%                         | [ 26 ]                         |
| 2017年法国立法选举             | 卢瓦雷省第五选区               | 市镇                           |                                | 达维德·西莫内                    | 35.74%                         |                                | 达维德·西莫内                    | 64.12%                         | [ 26 ]                         |
| 2019年欧洲议会选举             | 法國                           | 市镇                           |                                | 娜塔莉·卢瓦索                    | 23.43%                         | （不适用）                     | （不适用）                       | （不适用）                     | [ 28 ]                         |
| 2021年法国省级选举             | 卢瓦雷省                       | 县                             |                                | 格雷瓜尔·沙皮 玛丽-阿涅丝·库鲁瓦 | 26.84%                         |                                | 格雷瓜尔·沙皮 玛丽-阿涅丝·库鲁瓦 | 52.74%                         | [ 29 ]                         |
| 2021年法国省级选举             | 卢瓦雷省                       | 市镇                           |                                | 格雷瓜尔·沙皮 玛丽-阿涅丝·库鲁瓦 | 32.14%                         |                                | 格雷瓜尔·沙皮 玛丽-阿涅丝·库鲁瓦 | 56.77%                         | [ 29 ]                         |
| 2021年法国大区选举             |                                | 市镇                           |                                | 弗朗索瓦·博诺                    | 39.33%                         |                                | 弗朗索瓦·博诺                    | 55.03%                         | [ 30 ]                         |
| 2022年法国总统选举             | 法國                           | 市镇                           |                                | 埃马纽埃尔·马克龙                | 28.15%                         |                                | 埃马纽埃尔·马克龙                | 64.86%                         | [ 26 ]                         |
| 2022年法国立法选举             | 卢瓦雷省第五选区               | 市镇                           |                                | 弗洛朗丝·沙比朗                  | 31.86%                         |                                | 安东尼·布罗斯                    | 61.21%                         | [ 26 ]                         |

## 人口
2019年，弗勒里莱索布赖市镇人口数量为21,010，在法国排名第441位。其中男性10,010人，女性11,000人，75岁及以上人口占7.3%，外籍人口数量为2,870人，人口密度为2,076人/平方公里，当地居民被称为（男性）或（女性）。2020年，弗勒里莱索布赖境内出生304人，死亡人口141人。
| 弗勒里莱索布赖1901年－2020年人口变化情况 |
|                                          |
| 数据来源：Cassini、INSEE                 |

## 财政与居民收入
2021年，弗勒里莱索布赖的财政收入总额为32,008,900欧元，财政支出总额为29,814,800欧元，当年的债务总额为9,502,670欧元。2021年，弗勒里莱索布赖市镇通过增值税获得637,710欧元的收入，此外当地还共获得了136,280欧元的国家直接财政补助。
2020年，弗勒里莱索布赖的人均月收入总额为2,184欧元，其中高级职员为3,646欧元，低于法国平均水平（4,230欧元）；中级职员为2,365欧元，低于法国平均水平（2,411欧元）；普通职员为1,733欧元，亦低于法国平均水平（1,740欧元）。
2019年，弗勒里莱索布赖境内的贫困率为19%，青壮年（15至64岁）失业率为16.8%；当地49.6%的家庭拥有纳税资格，平均纳税2,340欧元，低于法国平均水平（3,910欧元）。

## 经济
弗勒里莱索布赖是奥尔良北部的一个近郊卫星城。截止2023年2月，弗勒里莱索布赖市镇范围内共有各类用人单位（包含自雇）2,073家，平均历史为13年，其中96.52%为中小型企业（PME），2022年12月至2023年2月间，当地的经济活力指数为1.16%。约翰迪尔弗勒里工厂（涡轮机械）、（肉制品加工）及（汽车销售）是当地2021年营业额最高的三个企业，分别为1,577,073,889欧元、221,327,574欧元和88,169,361欧元。

## 社会事务

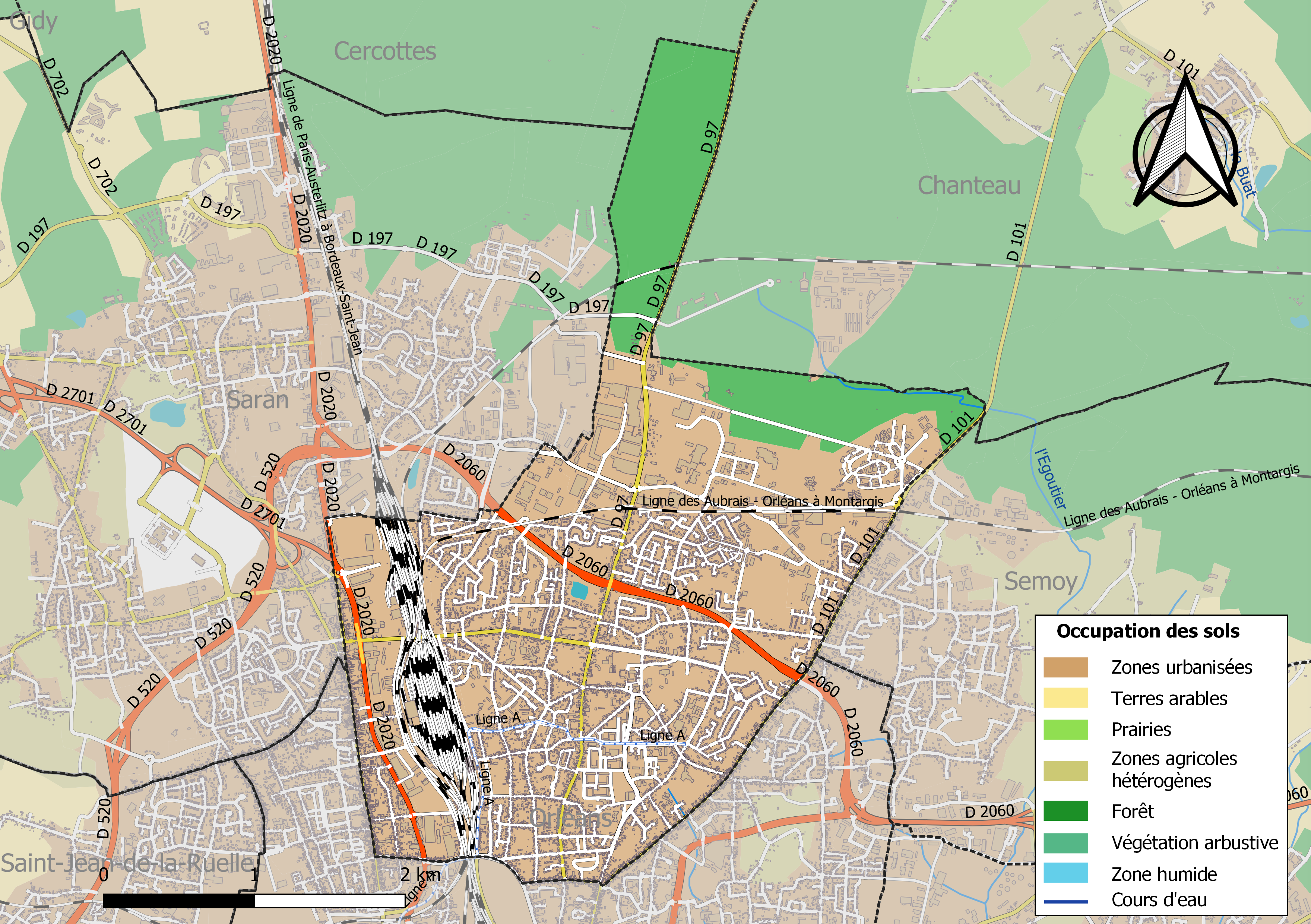
弗勒里莱索布赖土地利用情况地图

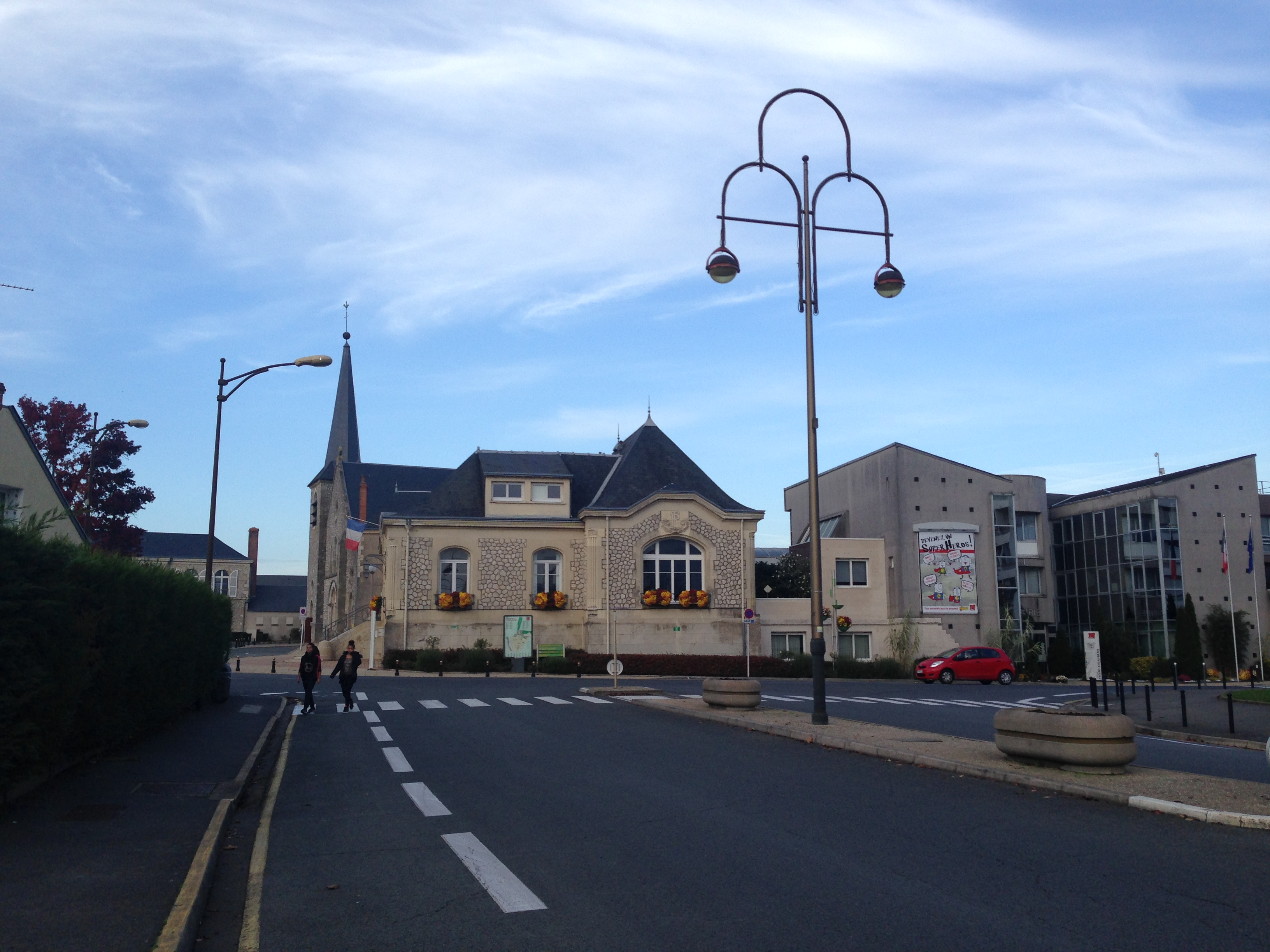
弗勒里莱索布赖镇中心的朗巴勒大街

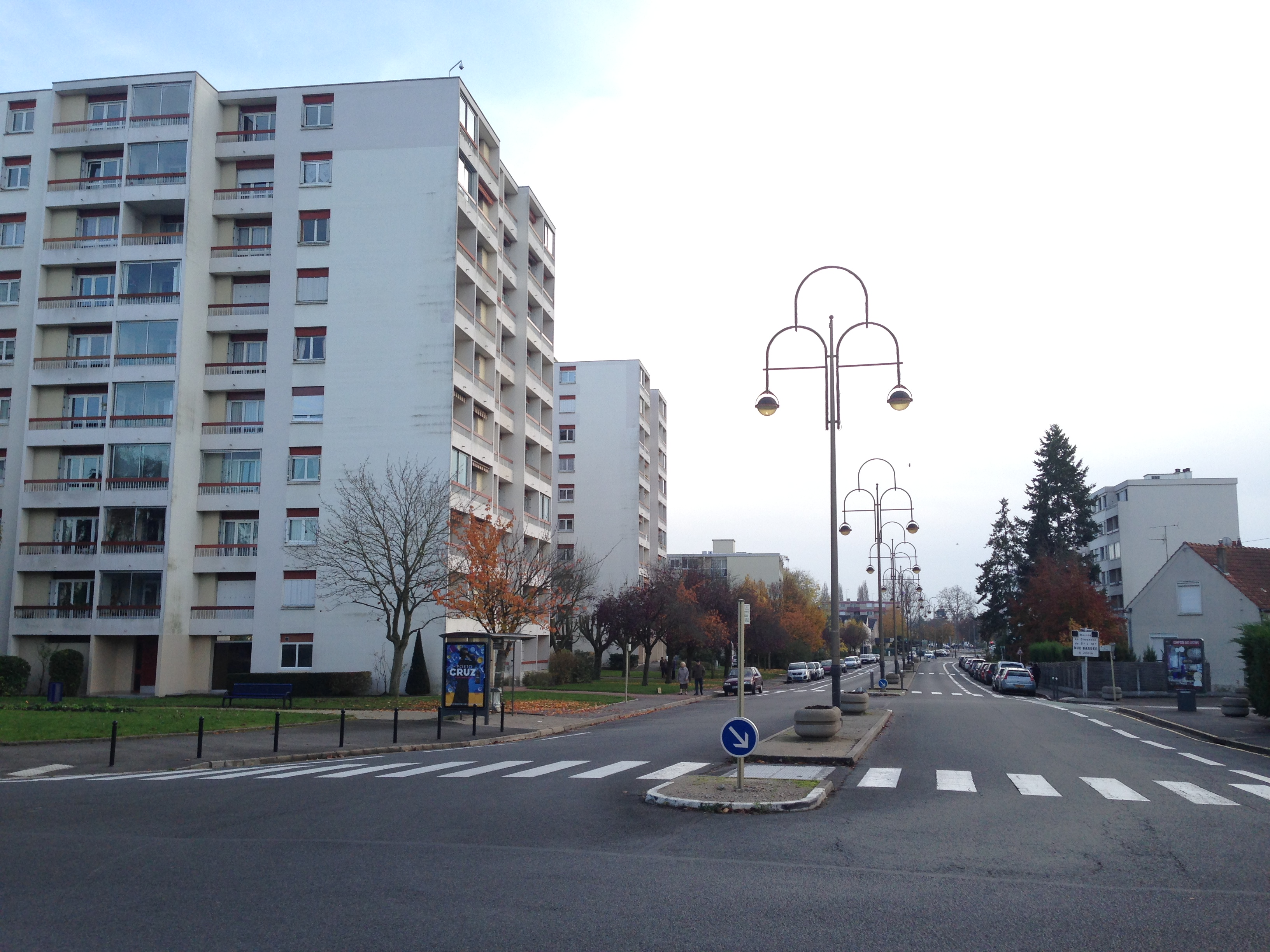
弗勒里莱索布赖的公寓楼

### 教育
弗勒里莱索布赖属于奥尔良-图尔学区。截止2021年1月1日，弗勒里莱索布赖境内共有6所幼儿园、6所小学、2所初级中学和1所职业高中。2021至2022学年度，弗勒里莱索布赖境内共有在校中等教育阶段学生1,360名。

### 医疗
截止2021年1月1日，弗勒里莱索布赖境内共有全科医生13名、保健师20名、牙医6名、护士29名、眼科医生1名、助产士3名和儿科医生1名。境内共有药房8家、残疾人帮扶中心2家。
弗勒里莱索布赖是奥尔良大区中心医院的覆盖范围，后者是法国的一个区域性医疗机构及大学教学医院，其主病区位于奥尔良河源街区，距离弗勒里莱索布赖的正常车程约20分钟，该院设有床位1,752个，是当地规模最大的公立综合性医院。
卢瓦雷省心理健康公共医疗中心位于弗勒里莱索布赖境内。

### 住房
2019年，弗勒里莱索布赖境内共有各类住房9,874套，其中49.5%为独立式居民区，49.8%为集中式居民区。常住房屋占弗勒里莱索布赖市镇范围内居民建筑总量的92.7%。
在住房保障政策方面，2021年，弗勒里莱索布赖境内共有2,359户家庭获得了住房经济补助，受益人数占总人口数量的11.2%，其中2,278份为房租补助。

### 商业
2021年，弗勒里莱索布赖境内共有各类实体商铺340家，其中餐厅37家、大型超市4家、杂货店8家、面包房14家、肉铺2家、书店6家、装饰品店3家、银行门店9家、美容美发店23家、汽车维修店35家。市区北部建有E.Leclerc综合购物商场。

### 体育
2021年，弗勒里莱索布赖境内共有1家游泳池、4间体育馆、3座综合体育场、2处网球场、5处足球或橄榄球场以及2处篮球或排球场。
弗勒里莱索布赖茹费理俱乐部是一个包含多个体育项目的综合性体育团体。截至2023年2月，该俱乐部下属的足球队（编号525701）是弗勒里莱索布赖境内唯一的一家注册足球俱乐部，该队成立于1932年，其主队2022至2023赛季参加中央-卢瓦尔河谷大区足球联赛丙组（法国第八级别），其主场为费尔南·萨斯特尔球场（Stade Fernand Sastre）。

### 环境
弗勒里莱索布赖的环境事务由其所属的奥尔良都会区联合各级政府协调负责。2021年，弗勒里莱索布赖境内共有7家污染企业。

### 治安
弗勒里莱索布赖及其附近的共13个市镇是奥尔良警区（zone police de Orleans）的管辖范围。2020年，该警区累计记录各类案件13,002起，其中盗窃类案件5,346起，经济类案件2,052起，毒品交易类案件1,047起。

## 文化

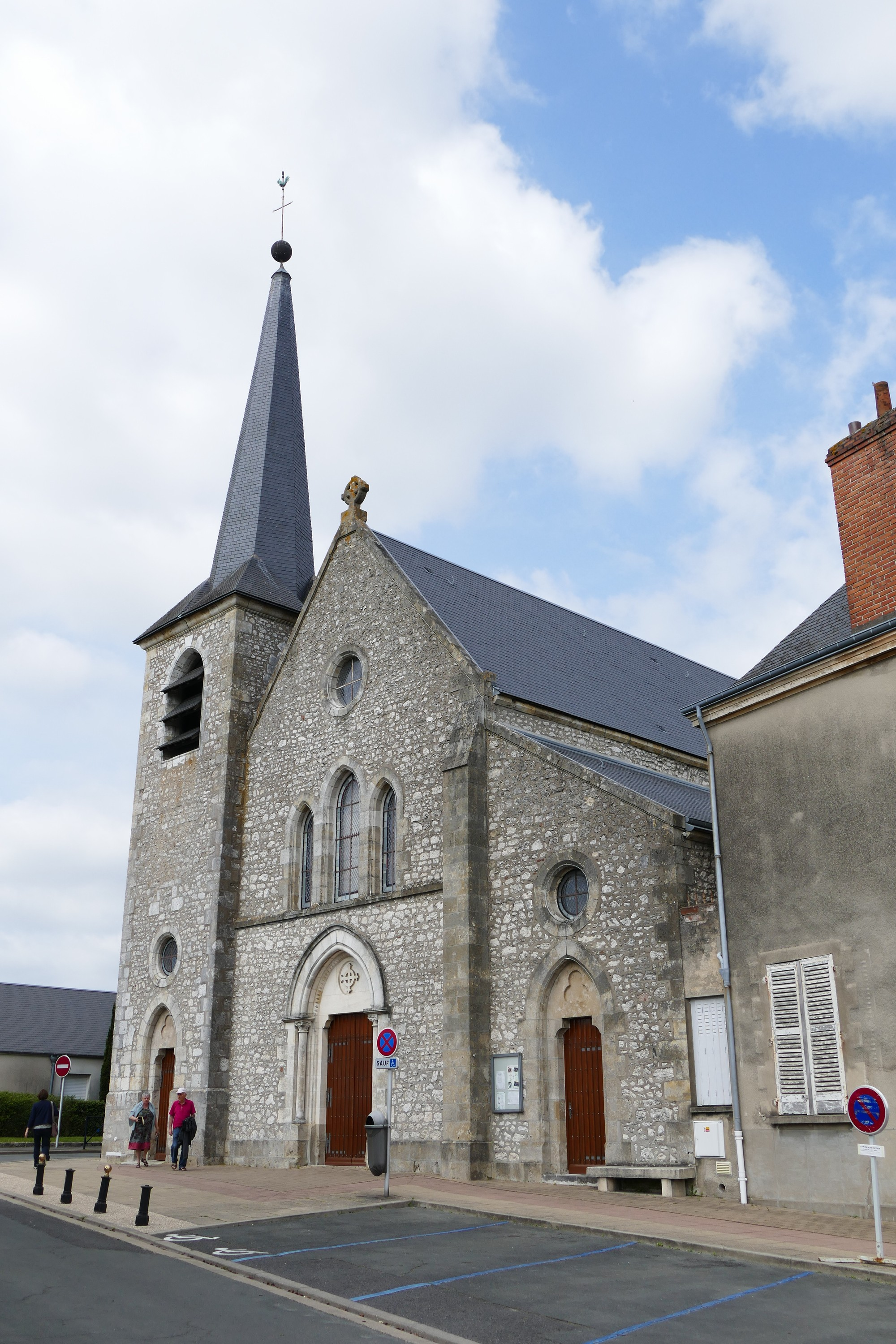
圣安德烈教堂

2021年，弗勒里莱索布赖境内暂无任何文化设施。弗勒里莱索布赖境内建有市政图书馆（Bibliothèques municipales de Fleury-les-Aubrais），每周二、三、五、六向公众开放。

### 建筑
弗勒里莱索布赖境内有多处历史建筑，其中镇中心的圣安德烈教堂（Église Saint-André de Fleury-les-Aubrais）是当地的地标性建筑物。

### 旅游
弗勒里莱索布赖的旅游事务由其所属的奥尔良都会区负责。2022年，弗勒里莱索布赖境内暂无任何游客接待设施。

### 媒体
法国主要的媒体均可在弗勒里莱索布赖接收，法国电视三台下属的中央-卢瓦尔河谷大区频道在部分时段播出弗勒里莱索布赖所在卢瓦雷省的地方新闻。《中央共和报》、《加蒂奈光明者报》、蓝色法兰西奥尔良广播等是当地主要的地方性媒体。

## 相关人物
法国宗教人物路易-马里·比耶出生于弗勒里莱索布赖。

## 友好城市
截至2023年2月，弗勒里莱索布赖共与两座城市互为友好城市关系：
- 義大利 福尔米亚
- 格拉查尼察